# Análise de tensões e deformações
Análise de tensões e deformações ou análise de solicitações é uma disciplina da engenharia que avalia o estado de tensões em materiais e estruturas sujeitas à forças ou cargas aplicadas estática ou dinamicamente (em sistemas estáticos lineares, a análise pode ter objetivo equivalente em determinar as deformações em vez das tensões).

## Objetivos
O objetivo da análise é geralmente determinar se os itens ou coleção de itens, o que chamamos de estrutura, pode suportar com segurança as forças sobre ele incidentes. Isto é conseguido quando as tensões produzidas por tensões aplicadas estão abaixo dos limites de tensão (de tração e compressão ou fadiga) que o material é capaz de suportar, tendo em conta a prática habitual na técnica, um fator de segurança adequado.
O termo análise de tensões também é relacionado aos métodos matemáticos ou computacionais adequados a prever o estado de tensões em estruturas ainda em fase de projeto.
A análise de tensão também pode ser realizada através da aplicação de forças sobre uma estrutura existente e determinando a tensão/esforço produzido fazendo uso de sensores, mas, neste caso, é mais propriamente referida como ensaio (destrutivo ou não-destrutivo) da estrutura. Neste caso, a aplicação controlada da carga estática ou dinâmica requer o uso de dispositivos especiais, tais como túneis, mecanismos hidráulicos, ou simplesmente pesos.
Quando as forças são aplicadas, ou são esperadas serem aplicadas, em um modo repetitivo, cíclico, então quase todos os materiais irão atingir o estado de ruptura ou colapso em níveis de tensões mais baixas do que em outras diferentes condições. A análise das tensões sob essas condições de carga cíclica é chamada de análise de fadiga. Este tipo de análise é muitas vezes aplicado a estruturas aeronáuticas.

## Transferência de carga
A avaliação das cargas e tensões dentro das estruturas tem o objetivo de identificar os percursos de transferência de carga. As cargas são transferidas através do contato físico entre as várias partes componentes dentro da estrutura. Em estruturas simples, os percursos de transferência podem ser identificados e explicados. Para estruturas mais complexas, esse trabalho requer o uso de ferramentas mais complexas de análise, tanto do tipo teórico da mecânica dos sólidos como computacionais (métodos numéricos de análise). Entre estes inclui-se o método dos elementos finitos.
O objetivo da análise é a determinação da tensão crítica máxima ou em qualquer parte da estrutura, e compará-los com a condição de contorno (resistência à deformação, desgaste ou fadiga) do material